# Telmatoscopus ingenuus
Telmatoscopus ingenuus är en tvåvingeart som beskrevs av Duckhouse 1966. Telmatoscopus ingenuus ingår i släktet Telmatoscopus och familjen fjärilsmyggor. Inga underarter finns listade i Catalogue of Life.